# 陶器市
陶器市（とうきいち）とは陶磁器を販売するイベント。「陶器まつり」とも言う。

## 概要
主に春や秋の穏やかな気候の時期に行われ、陶器の生産地で陶器の販売促進イベントとして行われる事が多いが、特に陶器に関係がない地域でも祭りなどのイベントの余興のひとつとして行われる事がある。その場合は単に陶器を安価に販売するだけのイベントである場合が多い。本稿では陶器の生産地で行われるものについて記述する。
陶器市に出品される陶器は安価なものから高級なものまで多岐に渡る。普段店頭に並ぶことの少ない若手作家のものや実験的な作品も出品され、陶器に興味のある者にとっては大変興味深いイベントである。また、手ごろな値段の陶器が多く出品されたり、地元の名産品などの販売も併設して行われるため、特に陶器に興味のない者にとっても楽しいイベントになっており、観光資源としても有効である。
販売は陶器店が立ち並ぶ通りを中心として行う事が多い。陶器店で販売を行うことはもとより、広場や普段駐車場などとして使用しているスペースなどにもテントなどを置いて仮店舗として販売を行う。

## 主な陶器市
- 益子陶器市（栃木県） - 益子焼
- 笠間の陶炎祭（茨城県） - 笠間焼
- 九谷茶碗まつり（石川県） - 九谷焼
- 土岐美濃焼まつり（岐阜県） - 美濃焼
- せともの祭（愛知県） - 瀬戸焼
- 常滑焼まつり（愛知県） - 常滑焼
- 信楽陶器まつり（滋賀県） - 信楽焼
- 陶器まつり（京都府／五条坂・清水焼団地） - 清水焼
- 丹波焼陶器まつり（兵庫県） - 丹波立杭焼
- 萩焼まつり（山口県） - 萩焼
- 有田陶器市（佐賀県） - 有田焼